# جون ماكلوسكي (رسام هزلي)
جون ماكلوسكي (بالإنجليزية: John McLusky)‏‏ (20 يناير 1923 - 5 سبتمبر 2006 في المملكة المتحدة) فنان قصص مصورة من المملكة المتحدة.